# Cratere Thorir
Thorir è un cratere sulla superficie di Callisto.